# Agave deserti
Agave deserti är en sparrisväxtart som beskrevs av Georg George Engelmann. Agave deserti ingår i släktet Agave och familjen sparrisväxter.

## Underarter
Arten delas in i följande underarter:
- A. d. deserti
- A. d. pringlei
- A. d. simplex

## Bildgalleri

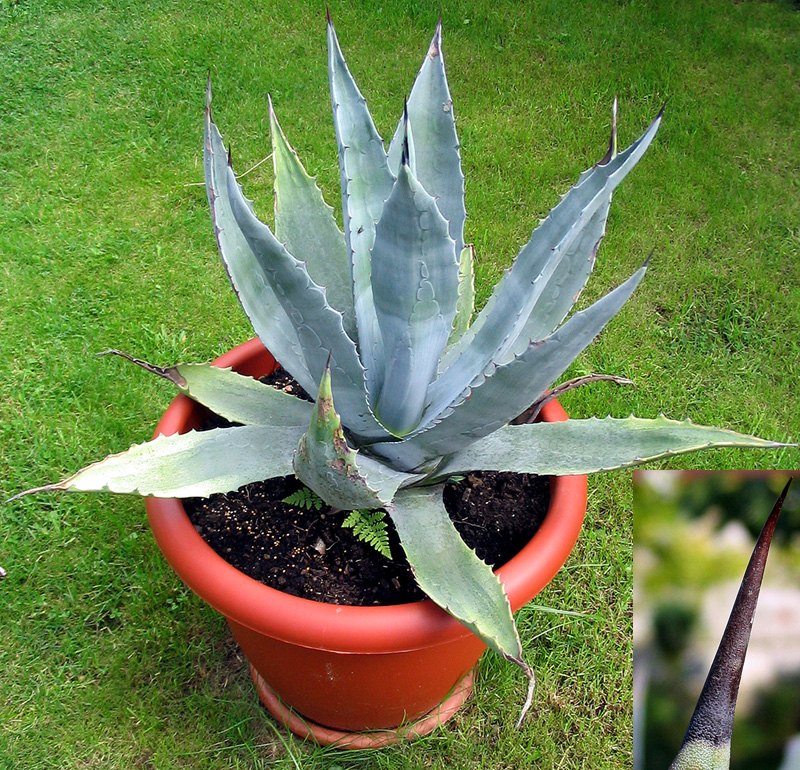
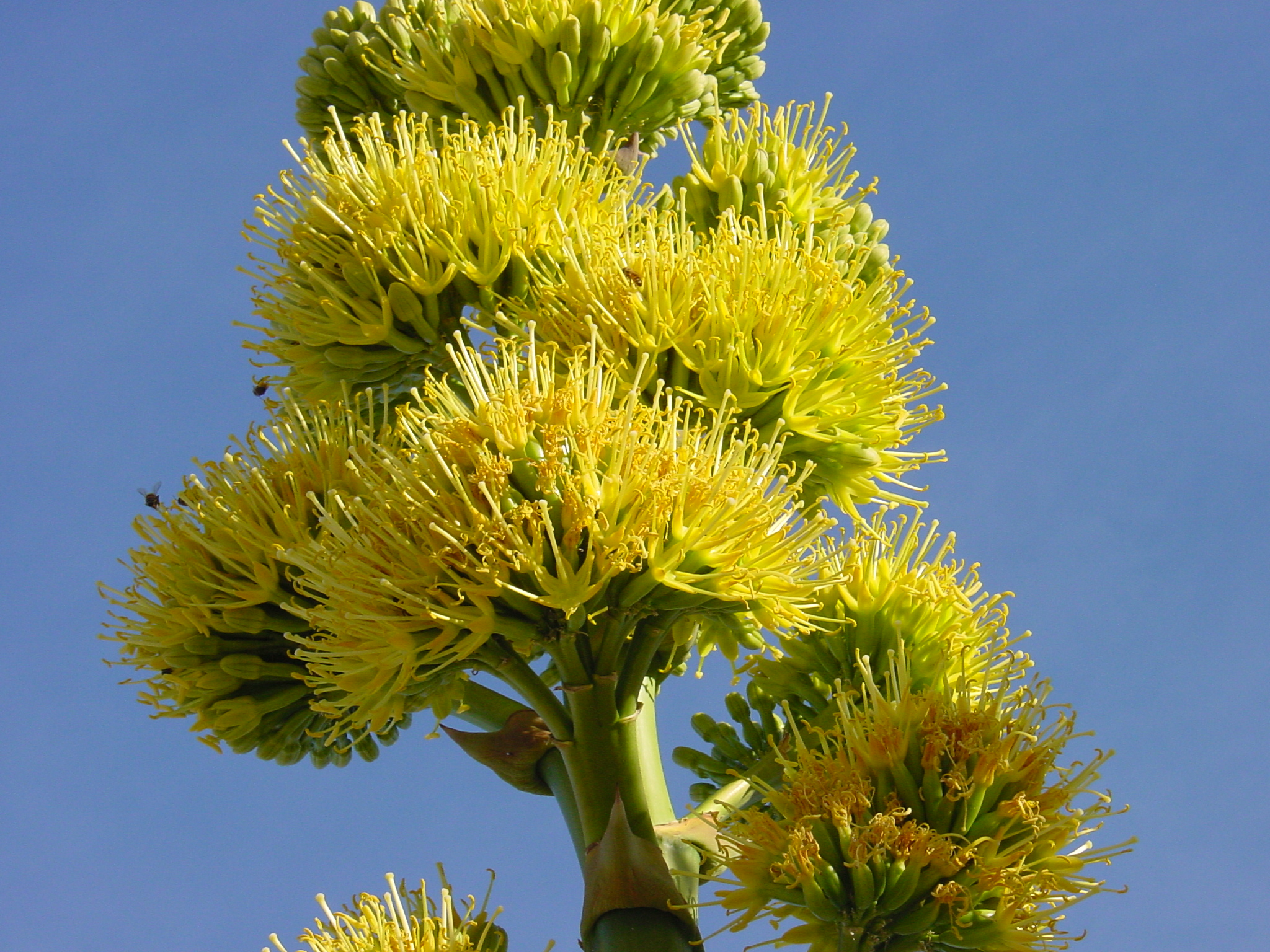
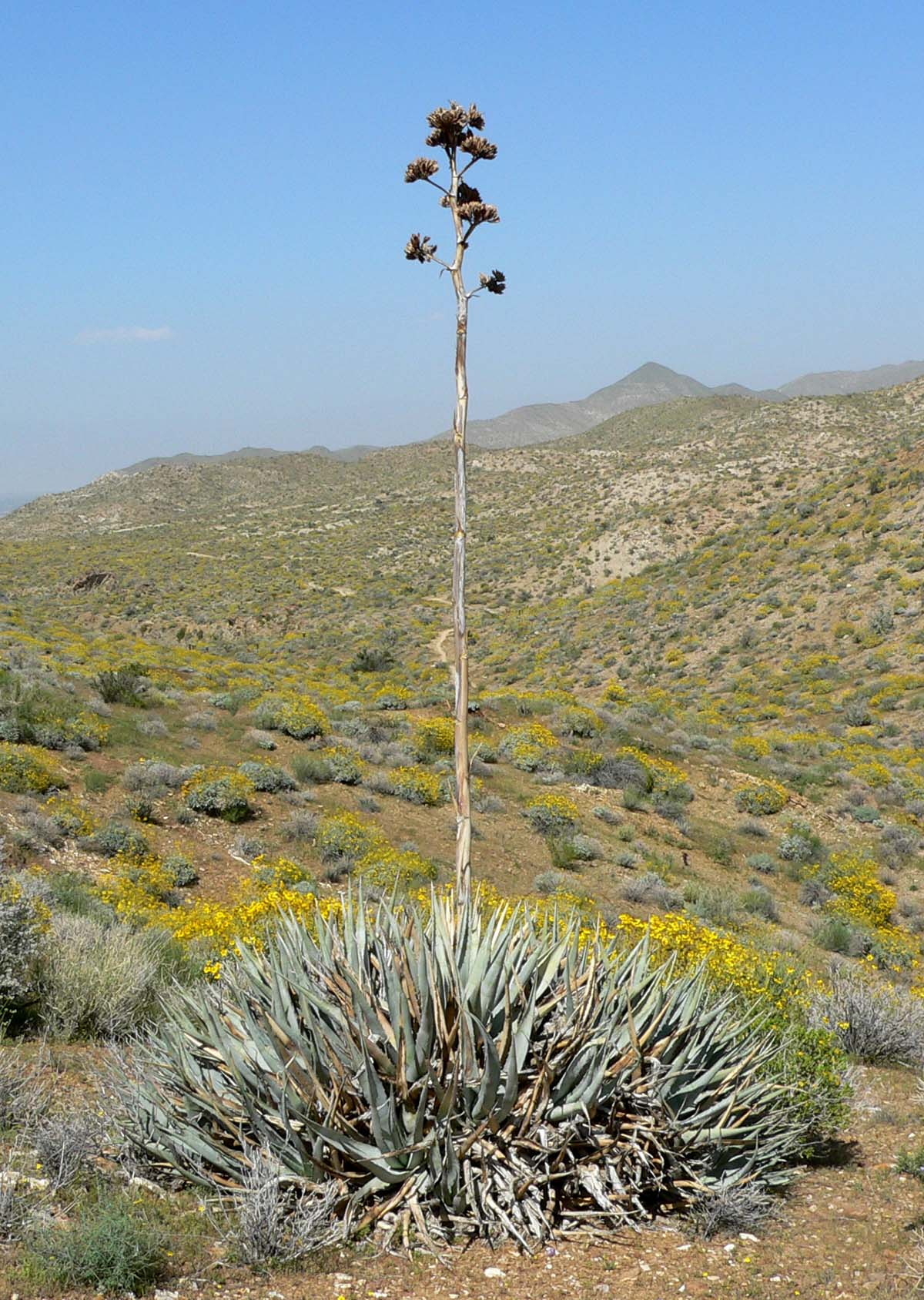
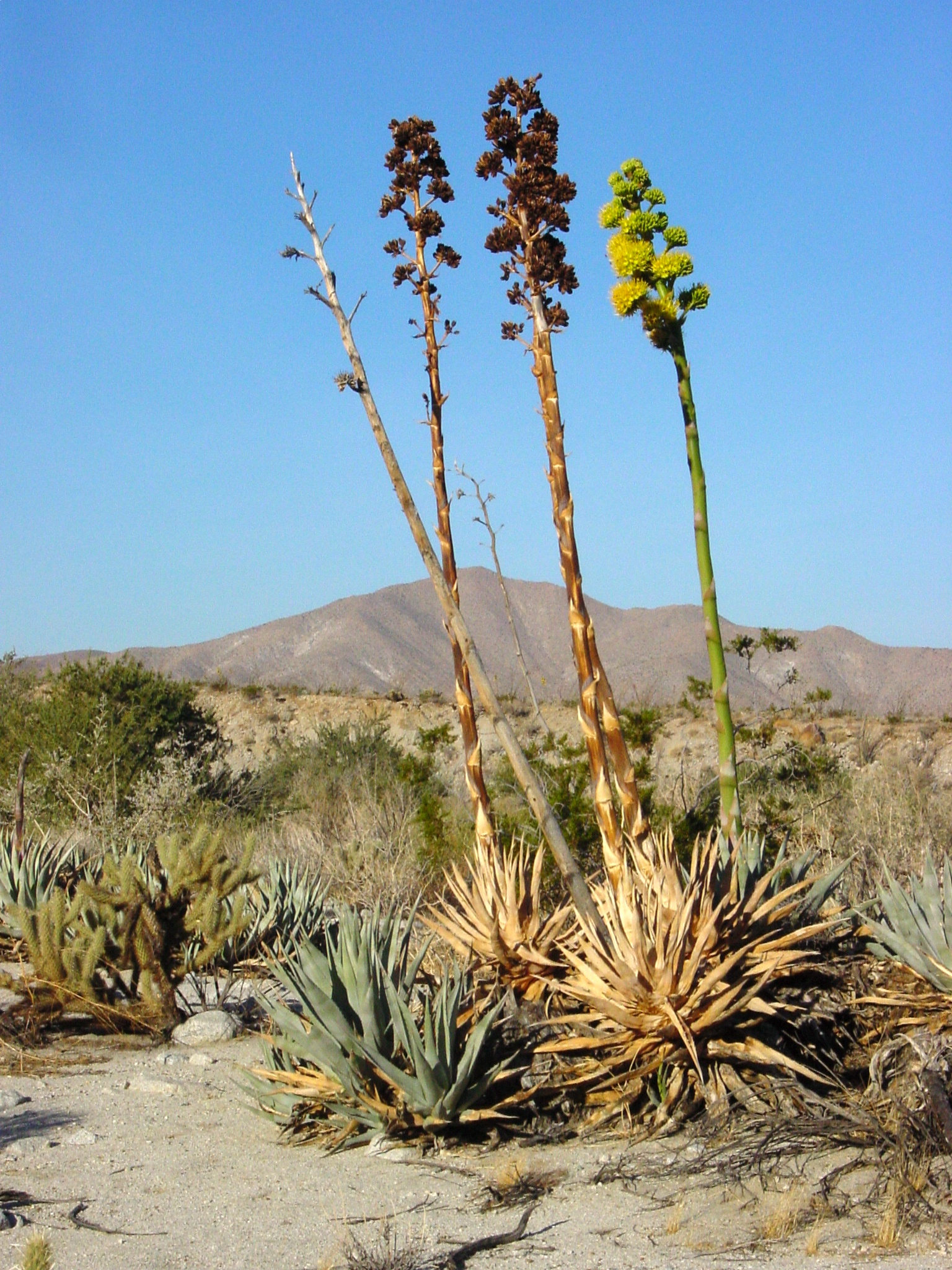
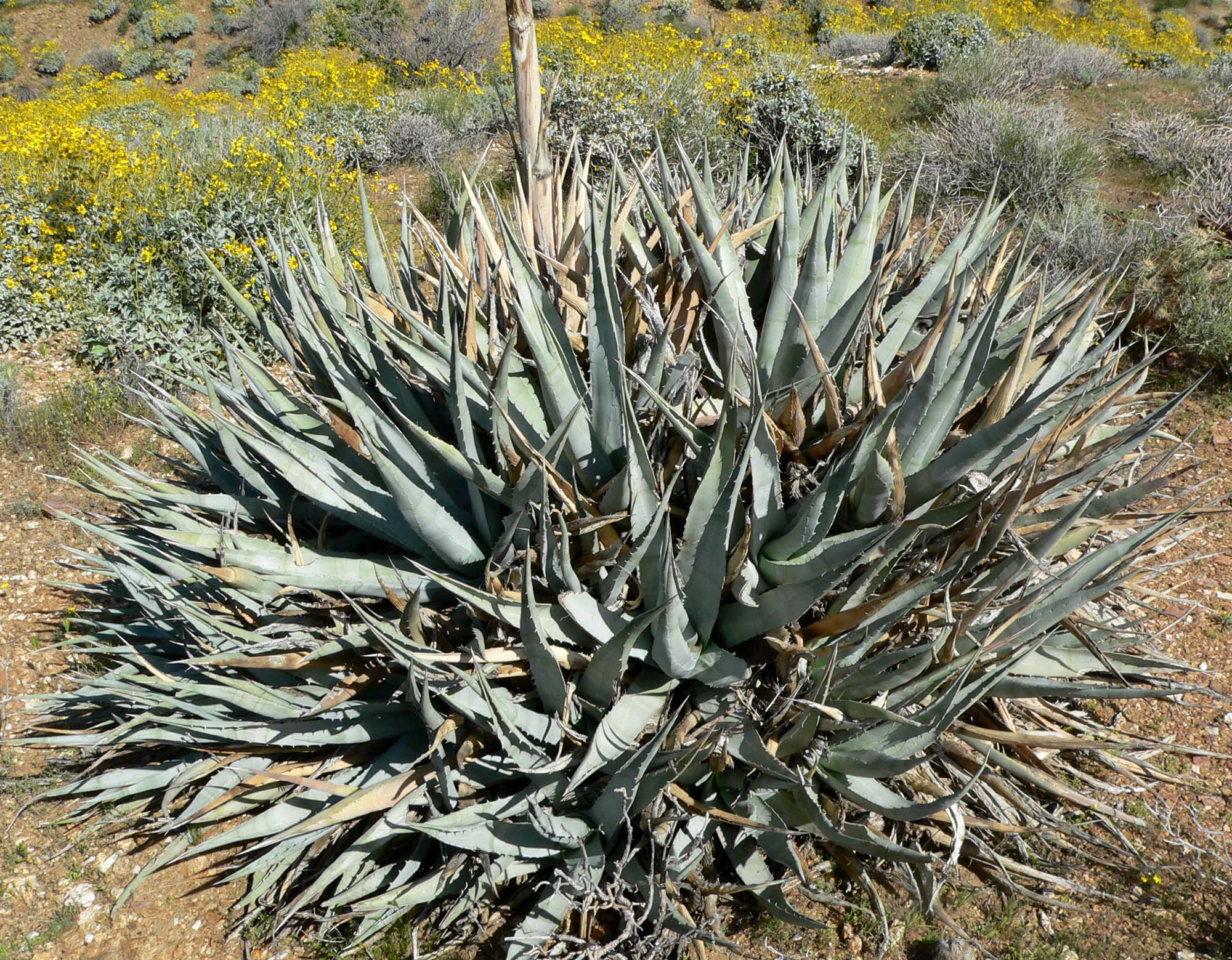
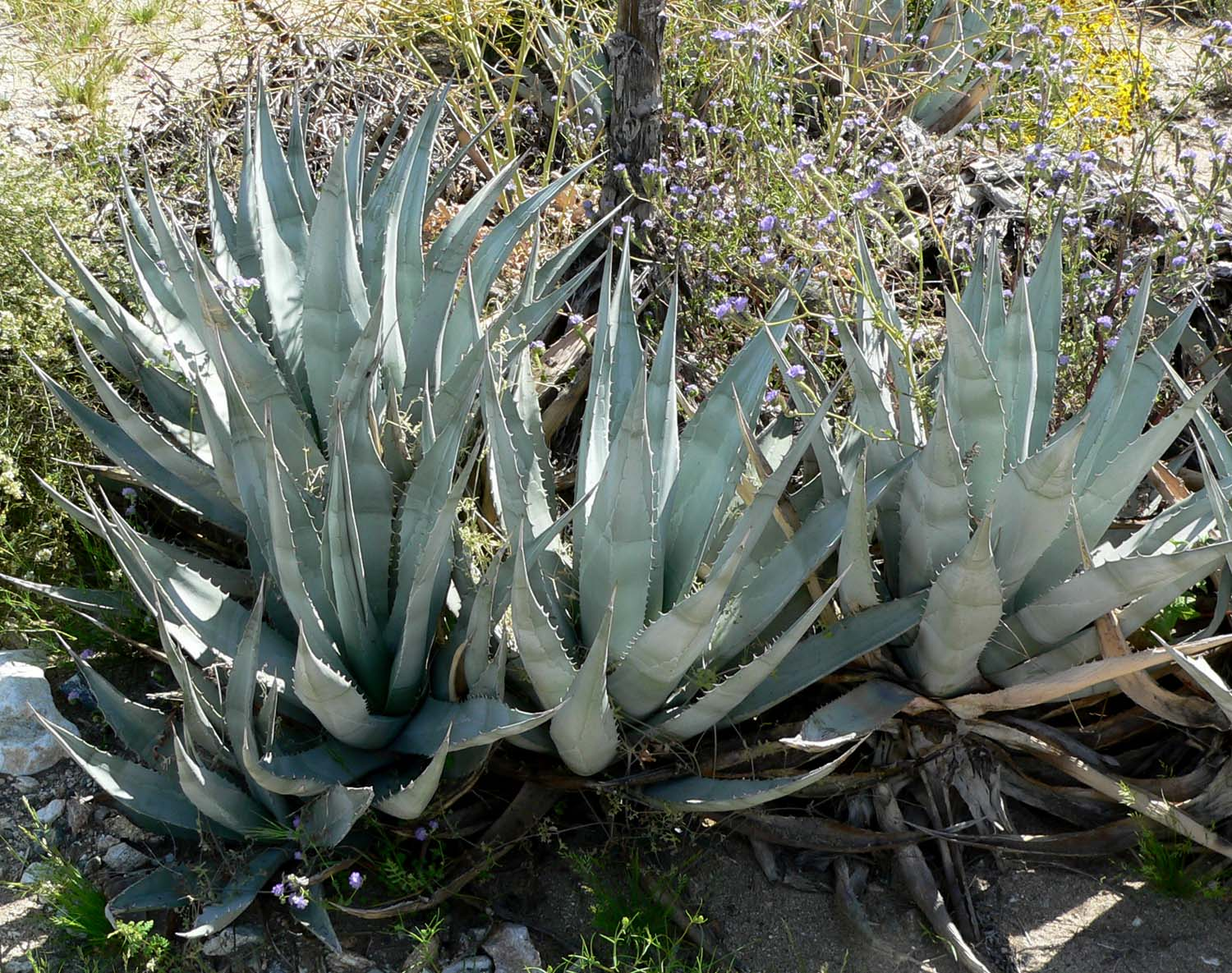